# Breve saggio filosofico sul senso della vita
Breve saggio filosofico sul senso della vita è il primo album del gruppo folk italiano Folkabbestia, pubblicato nel 1998.

## Tracce
1. La cassarmonica – 0:23
2. Canzone d'amore – 3:21
3. Azzurro – 2:56
4. Tammurriata a mare nero – 3:45
5. La fuga in fa – 3:47
6. U Frikkettone – 3:20
7. Chanson etilique – 2:55
8. Nel circo ungherese – 3:49
9. Amando armando – 3:37
10. Il sabato nel villaggio – 2:52
11. Ju flet Tirane – 3:14
12. Memorie di Breizh – 4:49
13. L'Orazio pazzo – 2:14
14. Breve saggio filosofico sul senso della vita – 4:04
15. Canzone d'amore (A repetiscion) – 3:32

## Formazione
- Lorenzo Mannarini: voce, chitarra acustica e pianoforte
- Antongiulio Galeandro: fisarmonica e flauto traverso
- Francesco Fiore: basso elettrico
- Nicola De Liso: batteria
- Cesare Dell'Anna: tromba e filicorno
- Fabio Losito: violino